# Baralong-Zwischenfall
Als Baralong-Zwischenfall (englisch Baralong Incident) wird die Versenkung des deutschen U-Boots U 27 durch die britische U-Boot-Falle Baralong am 19. August 1915 in den Gewässern südlich der irischen Stadt Queenstown bezeichnet. Dabei wurden alle überlebenden Besatzungsmitglieder des deutschen U-Boots von der Mannschaft der britischen U-Boot-Falle getötet, was zu einem monatelangen Notenwechsel zwischen der Reichsregierung und der Regierung des Vereinigten Königreiches führte. Unter den Bedingungen des Ersten Weltkriegs konnte der Tathergang allerdings nie zufriedenstellend geklärt werden, weshalb der Baralong-Zwischenfall auch nie offiziell als Kriegsverbrechen eingestuft worden ist, obwohl er dafür alle Merkmale erfüllt hat.

## Ausgangslage
Schon bald nach Kriegsbeginn im August 1914 wurde britischerseits eine Seeblockade über das Deutsche Reich verhängt, die wirtschaftlichen Druck ausüben sollte und deutscherseits als völkerrechtswidrig empfunden wurde. Die kaiserliche Marine sah zu diesem Zeitpunkt die Einsatzmöglichkeiten der wenigen hochseefähigen U-Boote vor allem im Kampf gegen alliierte Kriegsschiffe und Truppentransporter. Nach den ersten spektakulären Erfolgen Weddigens und Hersings zog die britische Admiralität ihre Schiffe aus den gefährdeten Gebieten zurück und verlegte sich auf das Abriegeln der Nordseezugänge. Auf deutscher Seite fand aufgrund der ausbleibenden U-Boot-Erfolge gegen Kriegsschiffe ein Umdenken statt, so dass Handelsschiffe in den Fokus der Seekriegsführung gerieten. U 17 versenkte am 20. Oktober 1914 das erste Handelsschiff, den englischen Dampfer Glitra, – mit Konterbande an Bord – nach der Prisenordnung. Bis Jahresende wurden nur zwei weitere Handelsschiffe (ebenfalls nach Prisenordnung) versenkt.
Am 22. Februar 1915 befahl die deutsche Reichsregierung den uneingeschränkten U-Boot-Krieg gegen Handelsschiffe Krieg führender und neutraler Staaten innerhalb eines definierten Sperrgebiets um die britischen Inseln. Nachdem U 20 unter Kapitänleutnant Walther Schwieger am 7. Mai 1915 das britische Passagierschiff Lusitania versenkt (1.198 Tote) und heftige diplomatische Verwicklungen ausgelöst hatte, wurde der U-Boot-Krieg schließlich am 18. September 1915 eingeschränkt und generell Passagierschiffe sowie alle neutralen Schiffe von Versenkungen ausgenommen. Der Schwerpunkt des U-Boot-Kriegs wurde vorerst ins Mittelmeer verlegt.

## Tathergang

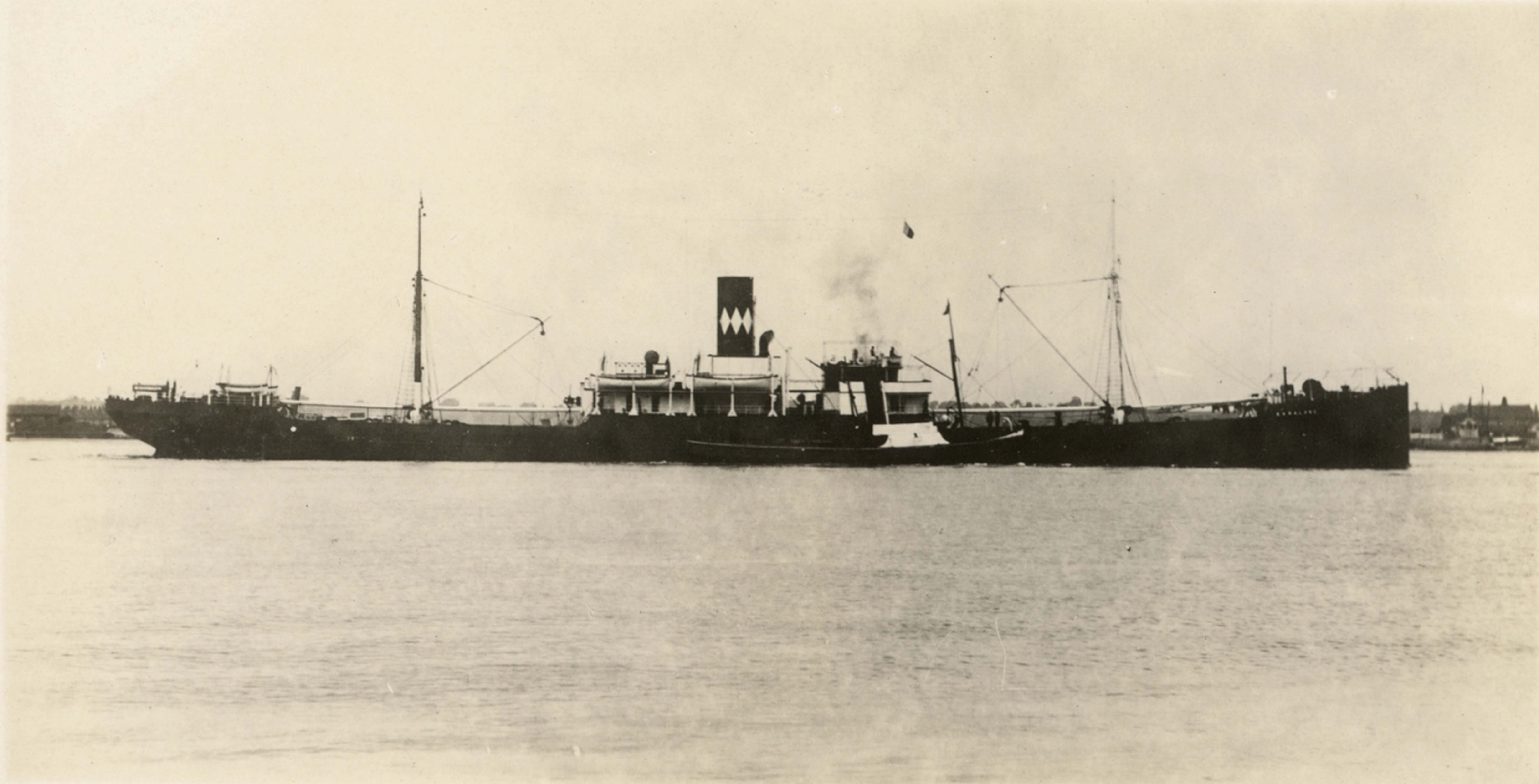
Die Baralong

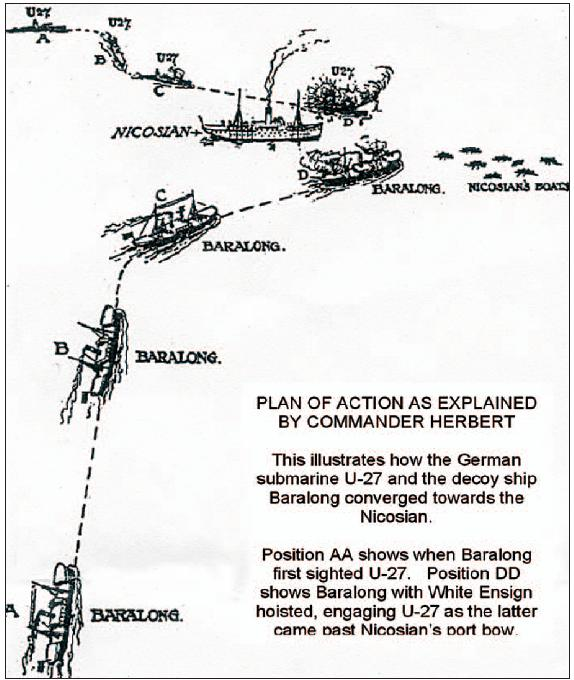
Illustration des Geschehens laut Schilderung des Baralong-Kapitäns

Am 19. August 1915 patrouillierte das deutsche U-Boot U 27 unter Kapitänleutnant Bernd Wegener ca. 70 Seemeilen südlich von Queenstown auf der Suche nach feindlichen Schiffen. Das U-Boot hatte den mit Maultieren für die britische Armee beladenen Frachter Nicosian gestoppt und bereitete dessen Versenkung gemäß Prisenordnung vor. Die Besatzung der Nicosian  hatte bereits ihr Schiff verlassen und befand sich in den Rettungsbooten, als ein weiteres kleines Handelsschiff unter US-amerikanischer Flagge näher kam und Anstalten machte, die Besatzung der Nicosian aufzunehmen. Da das zweite Schiff zunächst durch die Nicosian verdeckt wurde, konnte es von der deutschen U-Boot-Besatzung erst gesehen werden, als es nur noch 600 Meter entfernt war. Derart nahe herangekommen, entpuppte sich das Schiff als die britische U-Boot-Falle Baralong, die mit ihren Bordgeschützen sofort das Feuer eröffnete und U 27 auf kurze Entfernung mit 34 Schuss versenkte. Die zwölf überlebenden U-Boot-Fahrer wurden anschließend im Wasser schwimmend bzw. an Bord der Nicosian auf Befehl des Kommandanten der HMS Baralong, Lieutenant Commander Godfrey Herbert (1884–1961), erschossen. Dafür liegen mehrere eidesstattliche Erklärungen amerikanischer Besatzungsangehöriger vor. Unklar blieb jedoch vor allem das Geschehen im Maschinenraum der Nicosian, in dem vier Deutsche starben. Einem möglichen Szenario zufolge, geschah dies bei dem Versuch der Deutschen, die Nicosian doch noch durch das Öffnen der Bodenventile zu versenken; ebenso wahrscheinlich ist aber auch, dass die vier Männer, die soeben Zeugen der Tötung ihrer Kameraden geworden waren, lediglich hofften, sich hier in Sicherheit bringen zu können.

## Folgen
In Deutschland führte der Vorfall nach dem Bekanntwerden durch die US-amerikanische Presse zu einem Sturm der Entrüstung und der Forderung, Herbert wegen Mordes zu verurteilen, was Großbritannien ablehnte. Herbert erhielt sogar die übliche Versenkungsprämie für ein U-Boot von 1.000 £ und soll zeitlebens eine Vergeltung der Deutschen gefürchtet haben.
Seitens der deutschen Reichsregierung wurde Ende November 1915 eine Protestnote an die britische Regierung übermittelt, die auch eidesstattliche Aussagen von sechs Besatzungsmitgliedern der Nicosian enthielt. Der Notenwechsel zwischen den Regierungen der beiden Länder „führte aber zu keinem Ergebnis, da die britische Regierung alles abstritt und sich weigerte, den Fall aufzuklären.“ Zu diesem Notenwechsel wurde von der deutschen Regierung auch eine eigene Denkschrift mit dem Titel Der Baralong-Fall herausgegeben. Aufgegriffen wurde der Fall auch von der deutschen Kriegspropaganda. Neben Publikationen, welche die Schuld Großbritanniens aufzeigen sollten, erschien eine Bildpostkarte mit der Aufschrift An England. In Erinnerung an die Mordtaten des ’Baralong‛. Auf der Rückseite dieser Karte befindet sich ein Gedicht, in dem Großbritannien Lüge und Völkerrechtsbruch vorgeworfen und ihm Rache angedroht wurde. Ferner wurde von dem Münchner Medailleur Karl Goetz eine Medaille herausgegeben, deren Avers die Aufschrift HEIMKEHR DES SIEGERS und deren Revers eine einen Dolch führende Hand mit dem Datum des Vorfalls und der Aufschrift BARALONG MOERDER trägt.
Die Vereinigten Staaten versuchten indes zu klären, ob die Baralong zum Zeitpunkt des Angriffs noch die US-amerikanische Flagge führte. Nach manchen Aussagen wurde sie erst eingeholt, nachdem die Baralong bereits das Feuer auf das U-Boot eröffnet hatte. Die USA bekräftigten, dass ihre Flagge auch im Falle einer Kriegslist nur gemäß dem Kriegsrecht geführt werden dürfe.
Während des Zweiten Weltkriegs sollte der Regisseur Helmut Käutner einen Propagandafilm über den Baralong-Fall drehen. Das deutsche Oberkommando der Marine erreichte aber schließlich den Stopp des Vorhabens, da es die Einschätzung Käutners und der Filmgesellschaft Terra teilte, auch die deutsche Seite könne dadurch diskreditiert werden.

## Vergleichbare Zwischenfälle
- Versenkung des U-Boots U 41 (ebenfalls durch die Baralong)[3]
- Versenkung der Llandovery Castle durch Helmut Patzig
- Versenkung der Belgian Prince durch Wilhelm Werner